# Ілюмжинов Кірсан Миколайович
Кірса́н Микола́йович Ілюмжи́нов (калм. Үлүмҗин Кирсан, нар. 5 квітня 1962, Еліста, Калмицька АРСР, СРСР)  — російський державний діяч, перший і єдиний президент Республіки Калмикія (1993—2005), перший голова Республіки Калмикія (2005—2010), підприємець. Президент ФІДЕ (1995—2018).

## Біографія
- 1977 — у 15 років очолив дорослу збірну Калмикії з шахів.
- 1979 — закінчив із золотою медаллю елістинську школу № 3. Після школи 1 рік працював слюсарем-зварником на заводі «Звезда». Після цього 2 роки служив у Радянській Армії у Північно-Кавказькому військовому окрузі (закінчив службу старшим сержантом), був членом збірної цього округу з шахів.
- 1982—1989 — навчався у Московському Державному інституті міжнародних відносин (МДІМВ). У 1988 році за донесенням однокурсників був виключеним з інституту та з партії «за розпивання спиртних напоїв у громадському місці». Після листів К. Ілюмжинова на 19-ту партійну конференцію на ім'я М. С. Горбачова, голові КДБ СРСР і міністру закордонних справ Шеварнадзе, і піврокового розслідування — був відновленим в інституті і у партії.[3].
- 18 березня 1990 — обраний народним депутатом РРФСР від Маницького територіального округу № 821 (Калмикія).
- З 18 жовтня по 12 грудня 1991 — член Ради Республік Верховної Ради СРСР[4].
- 1992 — заснував разом з Євгенієм Додолевим газету «Новый Взгляд».[5]
- 1993 — президент Російської палати підприємців.
- 1 квітня 1993 року — обраний президентом Республіки Калмикія.
- З грудня 1993 року — член Ради Федерації (першого скликання) Федеральних Зборів Російської Федерації. З 1996 року — член Ради Федерації другого скликання по посаді.
- 1995 — знову достроково переобраний на пост Президента Республіки Калмикія на 7 років, до 2002 року.
- У листопаді 1995 був обраний президентом ФІДЕ.[6]
- У листопаді 1998 у зв'язку з неотриманням коштів з Федерального бюджету зробив низку заяв, які були розцінені як припущення про можливий вихід Калмикії зі складу Російської Федерації.[7] У відповідь на це Генеральна прокуратура РФ почала перевірку по факту висловлювань.
- 29 грудня 2000 року став президентом футбольного клубу «Уралан» з Елісти
- 27 жовтня 2002 року переміг у другому турі президентських виборів у Калмикії.
- 24 жовтня 2005 року президентом РФ В. В. Путіном призначений головою Республіки Калмикія терміном на 5 років.[8]
- 2 червня 2006 року був перевибраним президентом ФІДЕ.[9]
- 6 вересня 2010 року заявив, що не збирається претендувати на п'ятий термін перебування на посту голови республіки.[10] Його повноваження вийшли 24 жовтня 2010 року.[11] Президент РФ Медведєв на пост голови Калмикії запропонував кандидатуру Олексія Орлова, постійного представника Республіки Калмикія при президенті РФ і першого замісника голови правління республіки[12], яку затвердив Народний Хурал Калмикії[13]. Таким чином Олексій Орлов замінив Ілюмжинова на пості голови республіки.
- 29 вересня 2010 року його перевибрали президентом ФІДЕ. Окрім Ілюмжинова на цей пост претендував дванадцятий чемпіон світу з шахів Анатолій Карпов. За Ілюмжинова було віддано 95 голосів, за Карпова — 55[14]. 12 липня 2010 року Карповим був поданий позов проти Ілюмжинова у Міжнародний спортивний арбітражний суд у зв'язку з процедурою висунення його кандидатури[15], однак 27 вересня позов було відхилено[16].
- 12 червня 2011 року зустрівся у Триполі з Каддафі, зіграв з ним у шахи і домовився про проведення шахового турніру. Каддафі вкотре підтвердив, що не піде, а постів ніяких і не займав[17][18].
- 19 вересня 2011 року за рішенням вищих ієрархів Амарапура механікаі Шрі-Ланки став хранителем мощей засновника Буддизму Будди Шак'ямуні. Мощі були передані Ілюмжиновим на зберігання у Центральний буддистський храм Калмикії[19].

## Факти
- На честь Ілюмжинова названо астероїд (5570) Кірсан[20].
- Багаторазово заявляв про свій контакт з прибульцями, що відбувся 18 вересня 1997 року[21][22][23].
- Ілюмжинов признався, що його син навчається у звичайному ВНЗ на географа і заробляє гроші перекладами.
- Проходив по справі журналістки Лариси Юдіної, знайденої убитою 8 червня 1998 року.
- Неодноразово згадується у літературному серіалі «Етногенез»[ru]
- На початку 1990-х років пропонував свій проект федеративного устрою Росії, при якому країна складалась би з 22 суб'єктів федерації (республік) — 21 сьогодні існуюча республіка і 22, так звана «Російська республіка», що об'єднала б усі існуючі області, краї, автономні округи і автономну область.[24]
- У день 50-річчя Кірсана Ілюмжинова його іменем була названа площа у Сіті-Чес.
- Будучи членом Верховної Ради СРСР, купив шахову корону у чемпіона світу Гаррі Каспарова[25].
- Знімався у ролі самого себе у телесеріалі «Вангелия» (2013).